# Chi Lupi
Chi du Loup
Désignations
Chi Lupi (χ Lupi, χ Lup) est une étoile binaire spectroscopique de la constellation du Loup. Elle a une magnitude apparente combinée de 3,95. D'après la mesure de sa parallaxe annuelle par le satellite Hipparcos, le système est situé à environ ∼ 195 a.l. (∼ 59,8 pc) de la Terre.
L'étoile primaire est une étoile à mercure et manganèse de type spectral B9,5 V et 2,8 fois plus massive que le Soleil ; la secondaire est une étoile à raies métalliques de type A2 Vm et 1,9 fois plus massive que le Soleil,. Le système est âgé autour de 280 millions d'années. À la différence de beaucoup d'étoiles de la constellation du Loup, comme Alpha Lupi ou Beta Lupi, il n'est pas membre du sous-groupe Haut-Scorpion de l'association OB Scorpion-Centaure.